# Свирьстрой

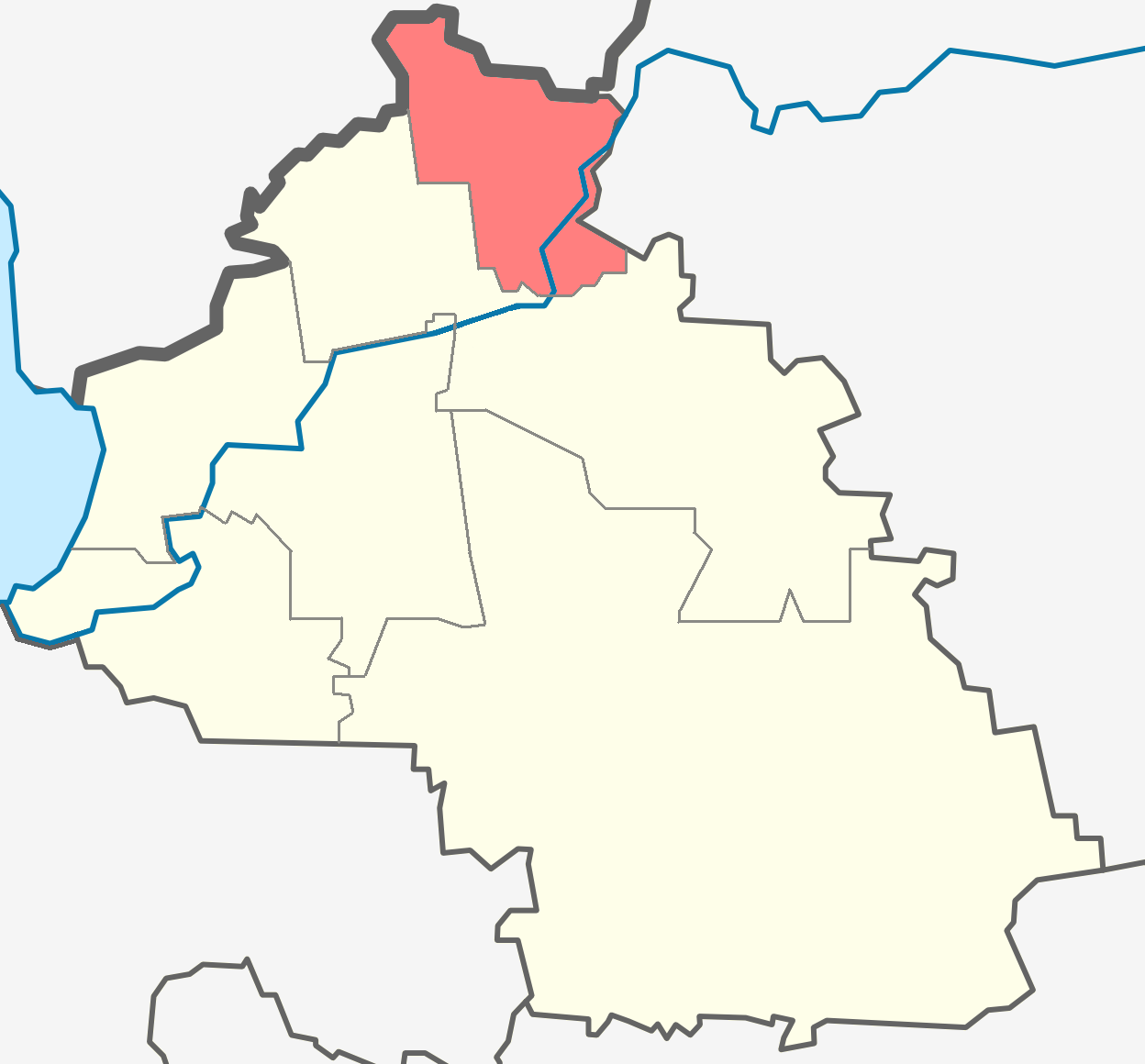
Территория Свирьстройского ГП

Свирьстро́й — посёлок городского типа в Лодейнопольском районе Ленинградской области, административный центр и единственный населённый пункт Свирьстройского городского поселения.

## История
Населённый пункт возник в связи со строительством Нижнесвирской ГЭС (начато в 1927 году). Сооружение станции велось с привлечением заключённых исправительных лагерей («Свирлаг»).
Посёлок Свирьстрой учитывается областными административными данными в составе Пиркинского сельсовета Лодейнопольского района с 1 января 1927 года.
1 января 1931 года присвоен статус рабочего посёлка в составе Свирьстроевского поссовета.
С 1 сентября 1941 года по 31 мая 1944 года посёлок находился в финской оккупации. В период Великой Отечественной войны гидроэлектростанция вместе с посёлком были полностью разрушены; восстановлены в послевоенный период.

Посёлок Свирьстрой (Свирь-3) на карте 1943 года

С 1963 года подчинён Подпорожскому горсовету.
С 1965 года вновь в составе Лодейнопольского района.
1 января 2006 года в соответствии с областным законом от 20 сентября 2004 года № 63-оз «Об установлении границ и наделении соответствующим статусом муниципального образования Лодейнопольский муниципальный район и муниципальных образований в его составе», образовано Свирьстройское городское поселение, в его состав вошёл посёлок городского типа Свирьстрой и прилегающие территории.

## География
Посёлок расположен в северной части района на автодороге А215 (Лодейное Поле — Вытегра).
Расстояние до районного центра города Лодейное Поле — 16 км (по другим данным, 18 км).
Расстояние до ближайшей железнодорожной станции Янега на линии Волховстрой I — Петрозаводск — 5 км.
За исключением небольшой правобережной части, посёлок находится на левом берегу реки Свирь в месте впадения в неё реки Мунгалы.

## Население
Свирьстрой — наименее населённый посёлок городского типа в Ленинградской области.
| 1932   | 1933    | 1935    | 1939  | 1945  | 1949  | 1959  |
| ------ | ------- | ------- | ----- | ----- | ----- | ----- |
| 28 900 | ↗31 200 | ↘18 000 | ↘7712 | ↘813  | ↗2720 | ↘2176 |
| 1970   | 1979    | 1989    | 1997  | 2002  | 2006  | 2009  |
| ↘1457  | ↘1303   | ↘1156   | ↘1000 | ↗1044 | ↘1000 | ↘985  |
| 2010   | 2011    | 2012    | 2013  | 2014  | 2015  | 2016  |
| ↘927   | →927    | ↗938    | ↗942  | ↗950  | ↘949  | ↘939  |
| 2017   | 2018    | 2019    | 2020  | 2021  | 2023  | 2024  |
| ↘906   | ↘881    | ↘876    | ↘843  | ↘841  | ↗922  | ↘904  |
| 2025   |         |         |       |       |       |       |
| ↗917   |         |         |       |       |       |       |

Национальный состав
Согласно данным Всероссийской переписи населения 2021 года в посёлке проживал 841 человек, из них:
 русские — 778, белорусы — 5, молдаване — 3, украинцы — 3, аварцы — 1, андийцы — 1, вьетнамцы — 1, карелы — 1, другие национальности — 4 человека, остальные национальность не указали.

## Экономика
Нижне-Свирская ГЭС, рыбозавод.

## Местное самоуправление
- Глава Свирьстройского городского поселения — Шкаликов Дмитрий Валентинович.
- Глава администрации Свирьстройского городского поселения — Васильева Арина Сергеевна.

## Достопримечательности
- Сооружения электростанции являются памятником гидростроения.
- Памятник Г. О. Графтио, автору проекта станции.
- В 30 км к северо-западу от посёлка, в селе Старая Слобода — Свято-Троицкий монастырь Александра Свирского.

## Религиозные здания
- Церковь Николая Чудотворца, 1998 года постройки, каменная, действующая[34].
- Часовня Иоанна Воина, 2012 года постройки, деревянная, действующая[35].

## Известные уроженцы
- Кузьмина, Нинель Николаевна (1937—2020) — советская и российская архитектор-реставратор. Заслуженный работник культуры РФ, лауреат Государственной премии в области литературы и искусства. Почётный гражданин Великого Новгорода.

## Иллюстрации

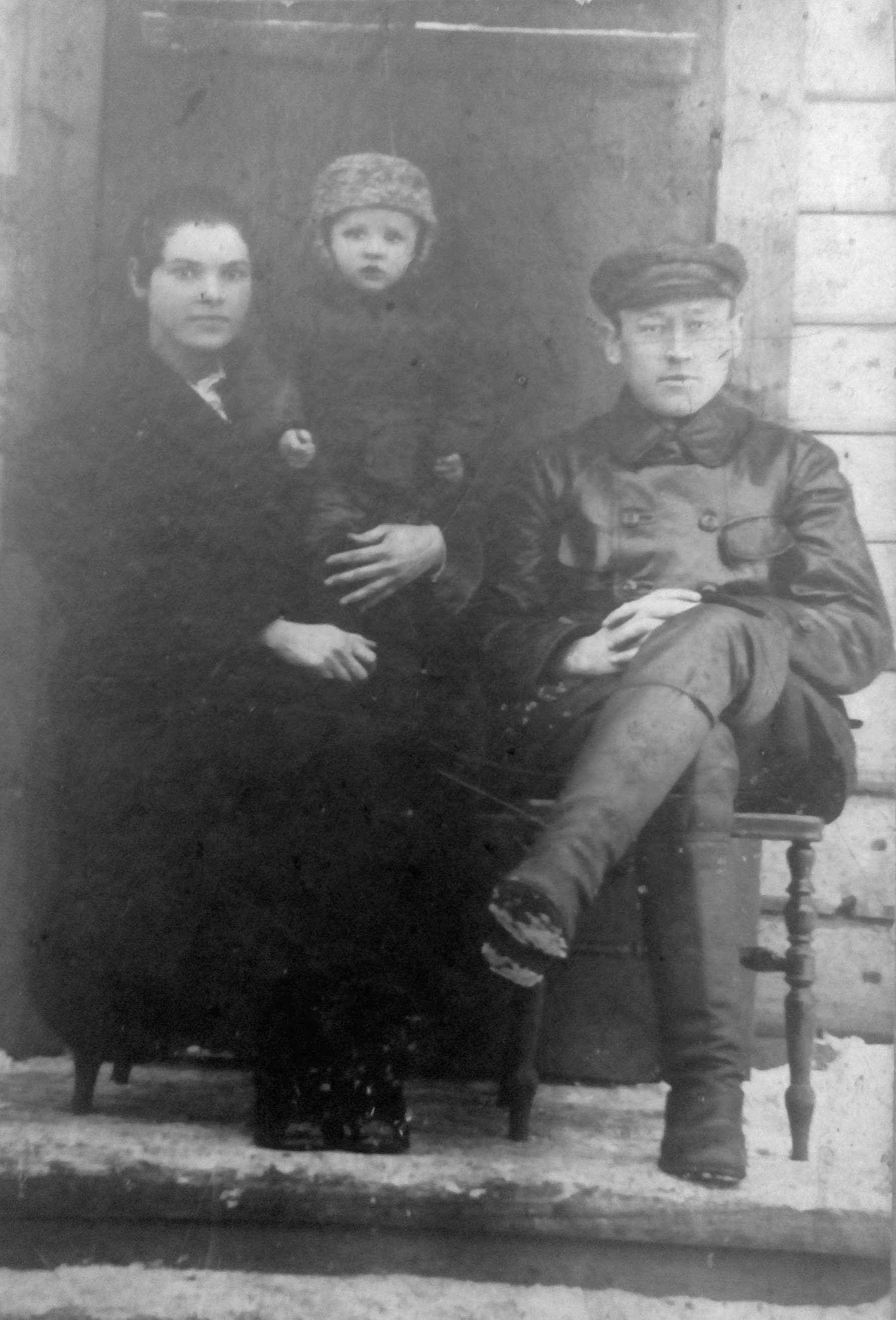
Парторг стройки с семьёй. Свирьлаг. 1930-е годы
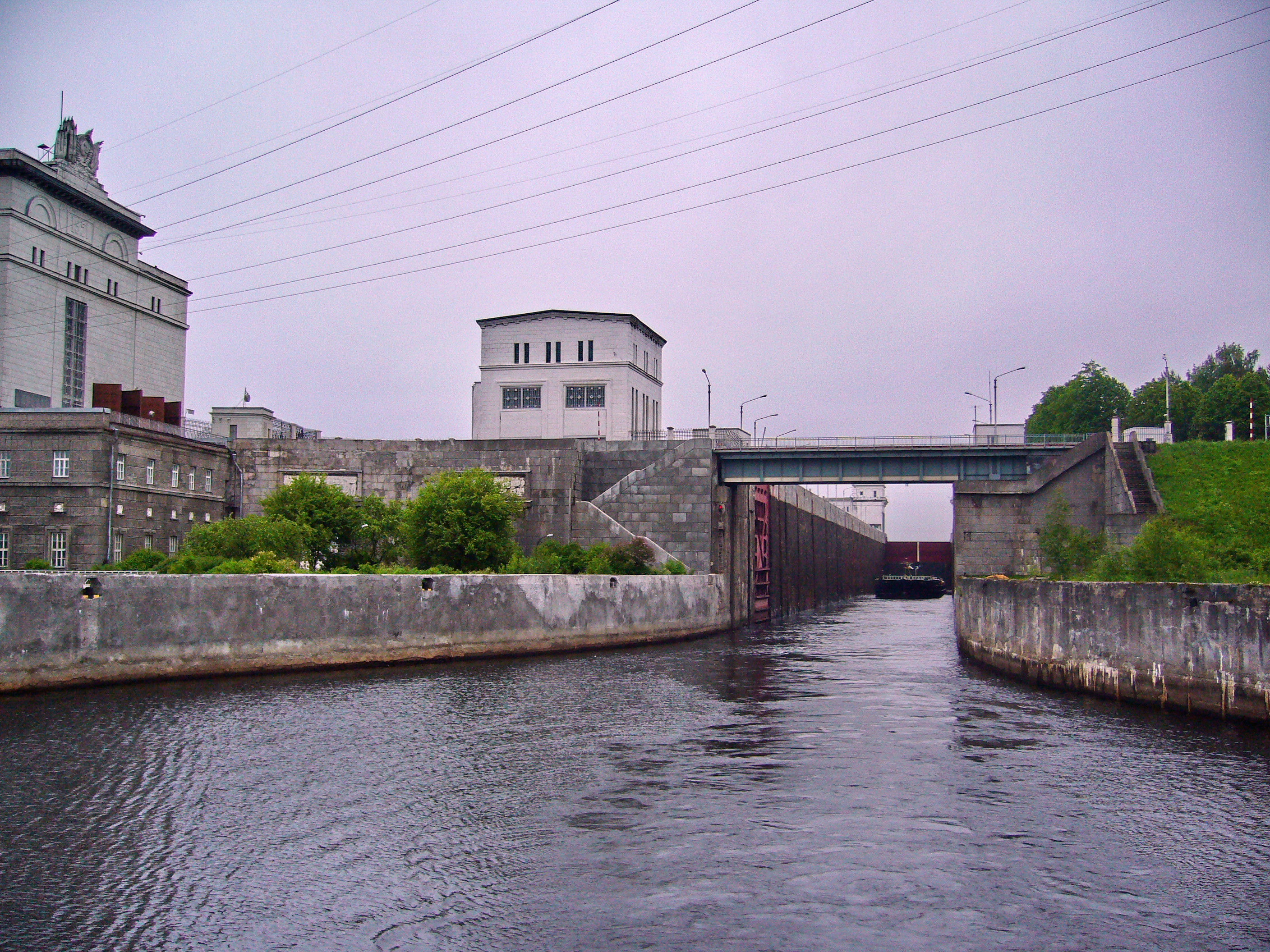
Шлюз на Свири. 2010 год
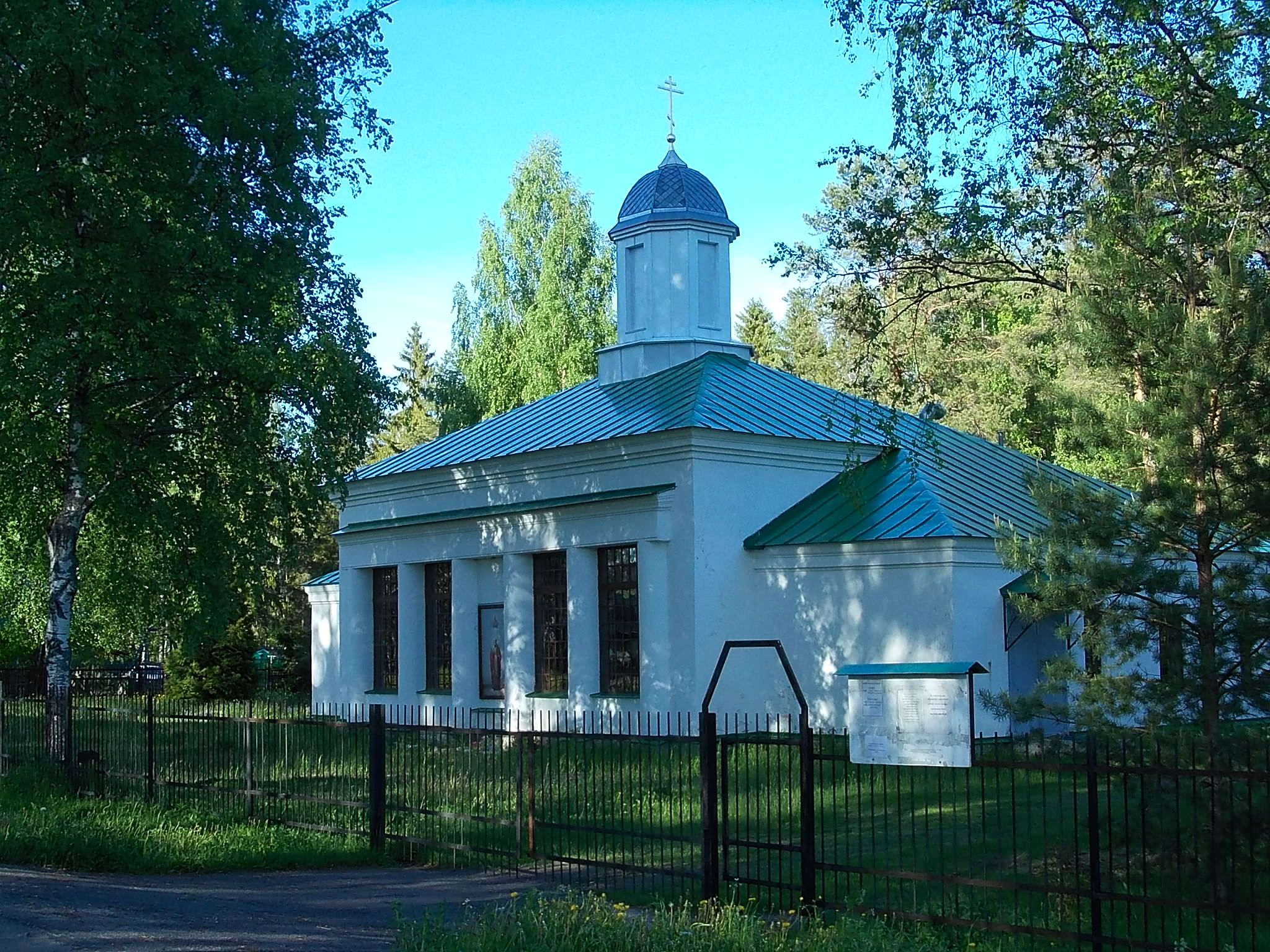
Церковь Николая Чудотворца. 2017 год
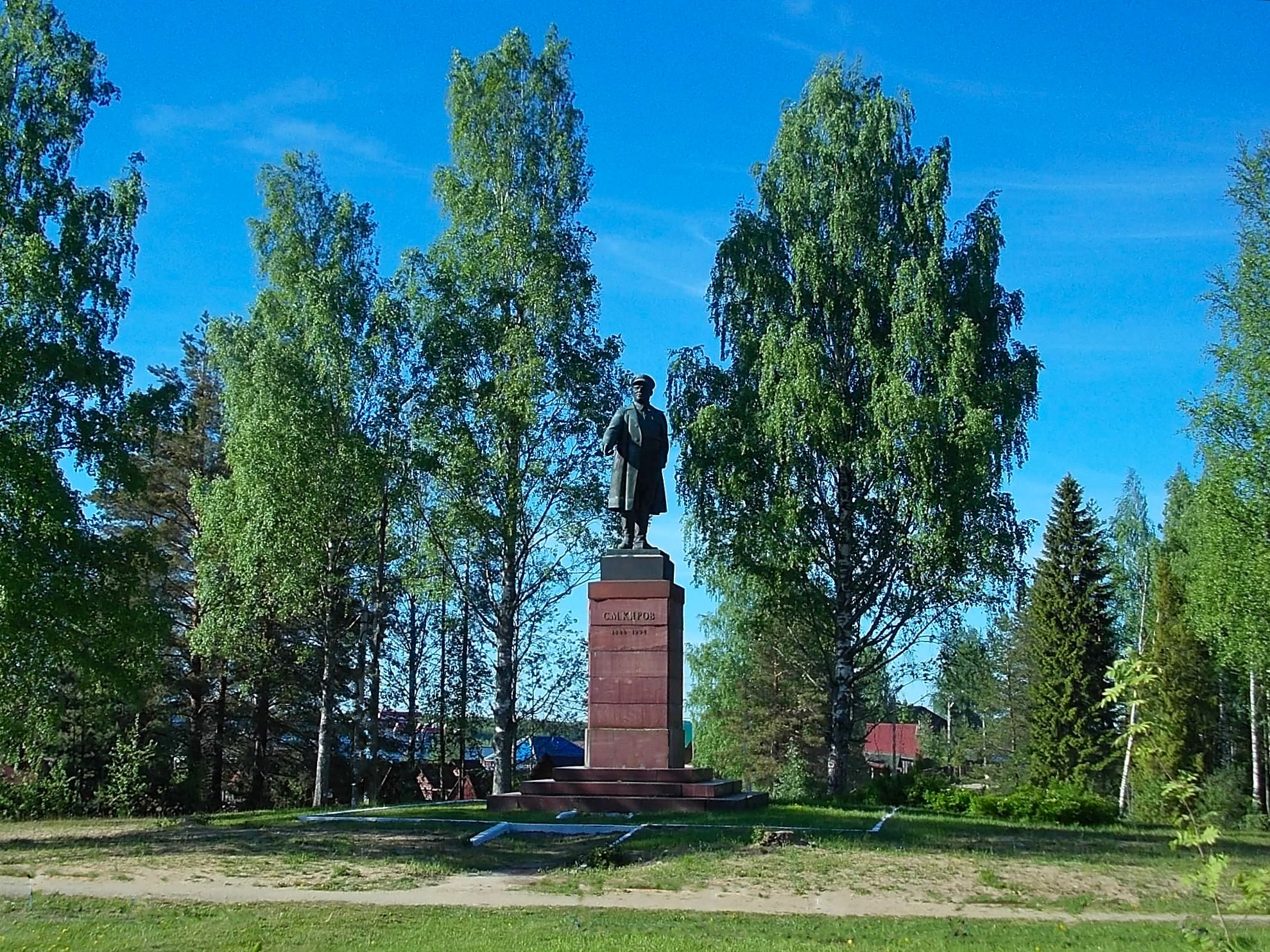
Памятник С. М. Кирову. 2017 год
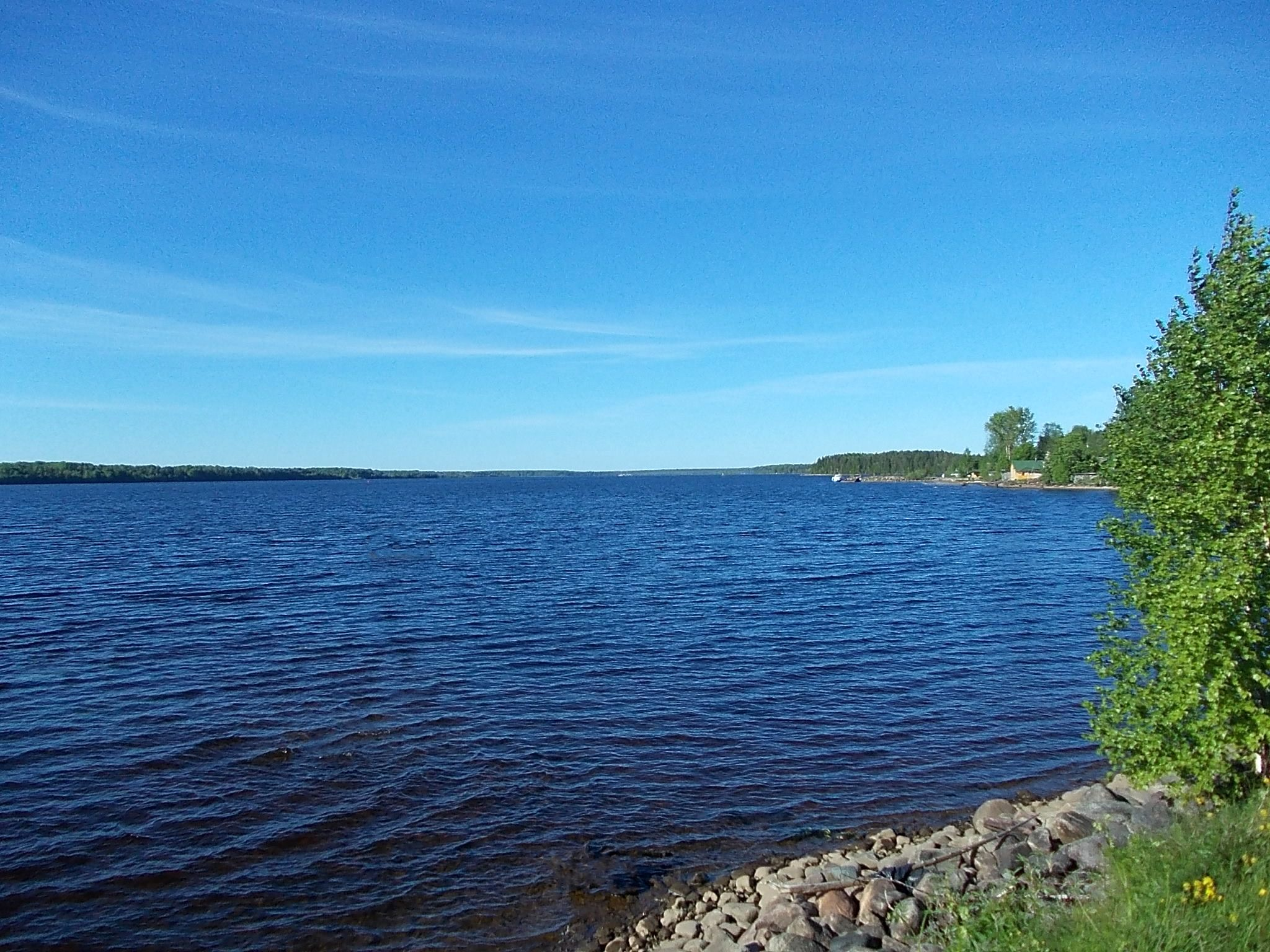
Вид из посёлка на верхний бьеф Нижнесвирского водохранилища. 2017 год
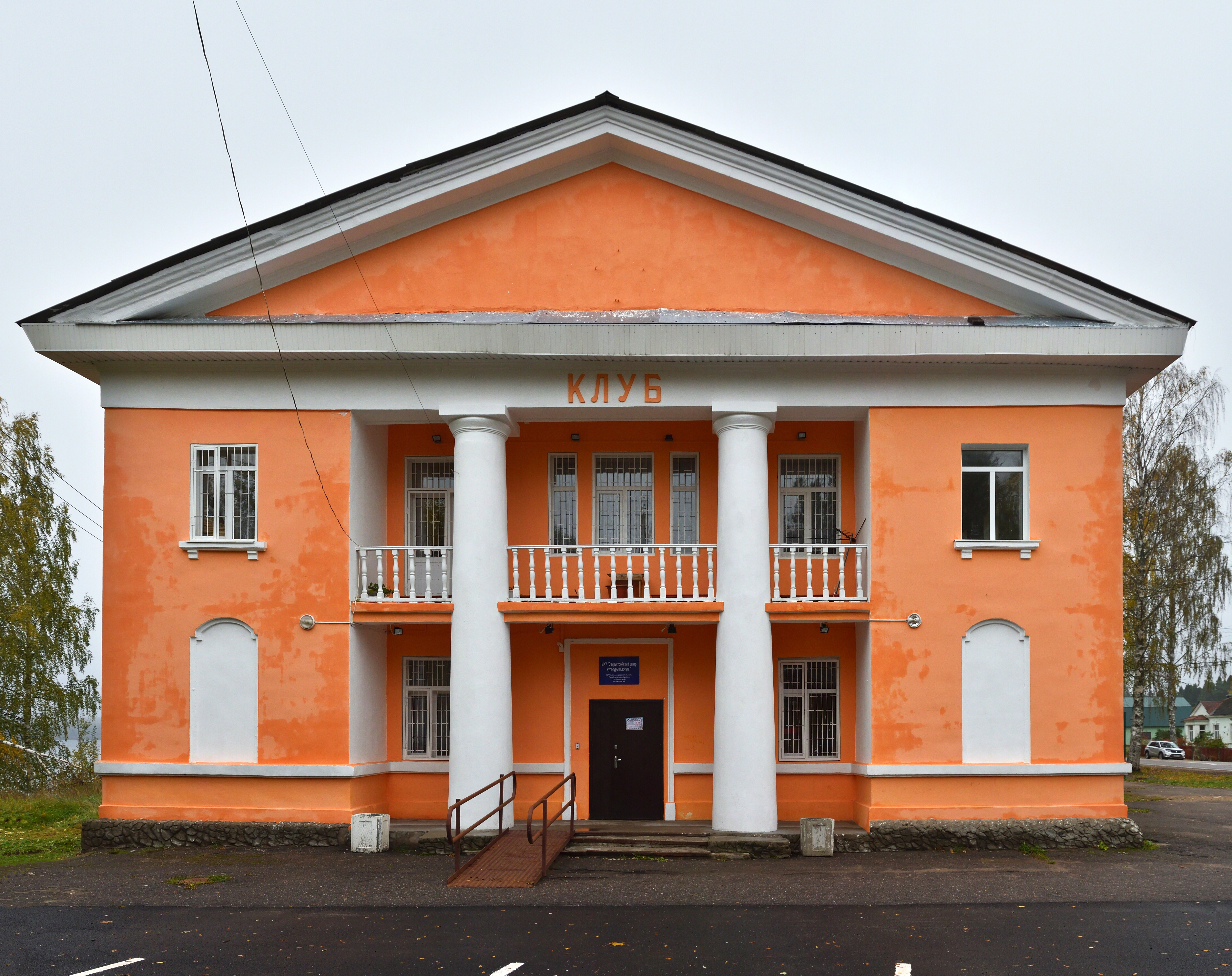
Клуб на улице Кирова. 2018 год